# Mexitrichia elongata
Mexitrichia elongata är en nattsländeart som beskrevs av Oliver S. Flint Jr. 1963. Mexitrichia elongata ingår i släktet Mexitrichia och familjen stenhusnattsländor. Inga underarter finns listade i Catalogue of Life.